# Левоне (гміна Монькі)
Левоне (пол. Lewonie) — село в Польщі, у гміні Моньки Монецького повіту Підляського воєводства.
Населення — 148 осіб (2011).
У 1975-1998 роках село належало до Білостоцького воєводства.

## Демографія
Демографічна структура станом на 31 березня 2011 року:
|          | Загалом | Допрацездатний вік | Працездатний вік | Постпрацездатний вік |
| -------- | ------- | ------------------ | ---------------- | -------------------- |
| Чоловіки | 75      | 21                 | 47               | 7                    |
| Жінки    | 73      | 21                 | 35               | 17                   |
| Разом    | 148     | 42                 | 82               | 24                   |